# بيون (إيطاليا)
بيون كومونا في مقاطعة بريشيا ، لومباردي .